# 汤士佺

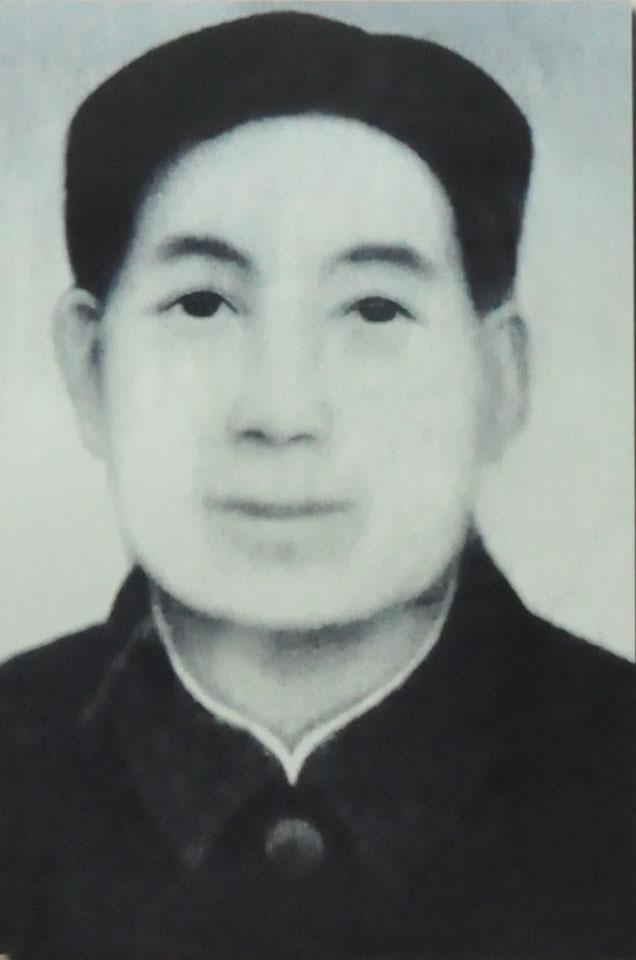
汤士佺近照

汤士佺（1905年—1931年2月7日），又名汤益生、王阿金，江苏如皋人，中共党员，曾任中共如皋县委委员，苏北红军第十四军副官，龙华二十四烈士之一。

## 生平
曾任如皋西乡区委书记，参与如皋五一农民暴动，和苏北红军第十四军的创建，失败后到上海躲避。1931年1月17日晚11点30分，巡警搜查华德路鸿运坊152号，从房间里搜出“左联”的文件，逮捕了房主汤士佺和他的妻子王孙氏。从被检查的物品中发现一封信，18日晚按信地址逮捕了费达夫和王小妹。弟弟汤士伦也于同一天被捕。